# Fusulinida
Fusulinida es un orden extinto de foraminíferos (clase Foraminiferea, o Foraminifera), tradicionalmente considerado suborden Fusulinina del orden Foraminiferida. Los Fusulinida formaron una parte importante de las comunidades marinas del Carbonífero y Pérmico, de los cuales son excelentes fósiles guía. Sus fósiles son tan abundantes, que ellos solos forman formaciones calizas completas, como la Formación caliza de Cottonwood en Kansas. Sin embargo, se extinguieron al final del Pérmico. Su rango cronoestratigráfico abarca desde el Silúrico superior hasta el Djulfiense (Pérmico superior).

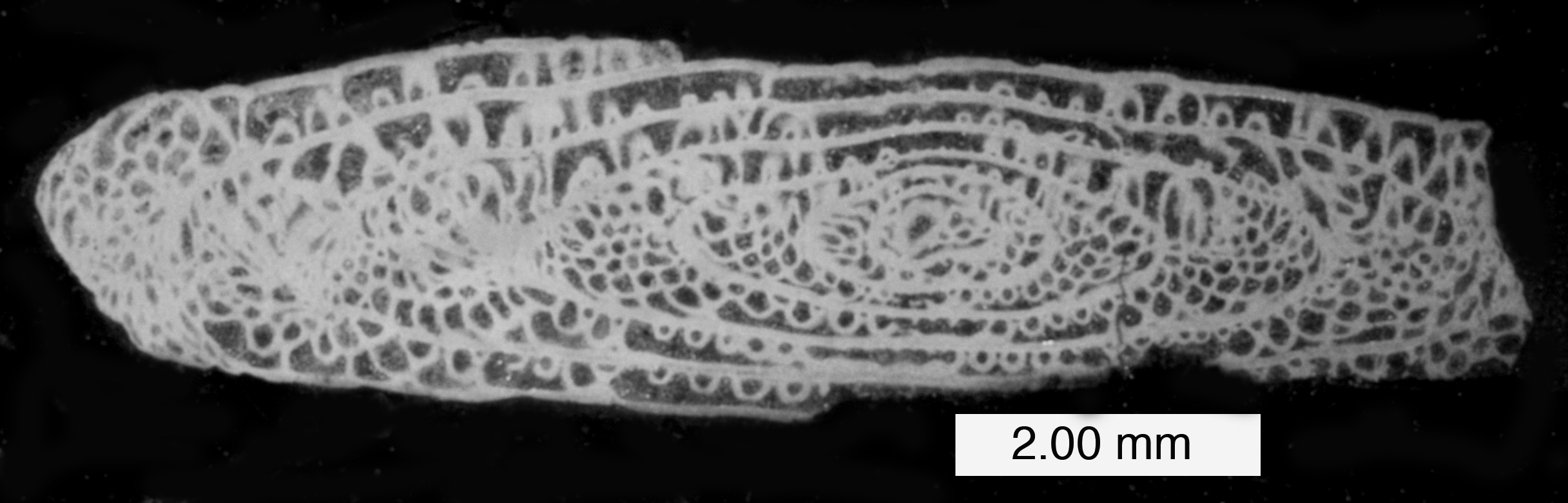
Triticites sp.

## Descripción
Fusulinida incluye a un grupo extinto de foraminíferos bentónicos que presentaban conchas calcáreas, hechas de gránulos finos de calcita empaquetados juntos, lo que los distingue de otros foraminíferos calcáreos, cuyas testas son usualmente hialinas.

## Clasificación
Fusulinida incluye a las siguientes superfamilias:
- Superfamilia Parathuramminoidea
- Superfamilia Earlandioidea
- Superfamilia Archaediscoidea
- Superfamilia Moravamminoidea
- Superfamilia Nodosinelloidea
- Superfamilia Geinitzinoidea
- Superfamilia Colanielloidea
- Superfamilia Ptychocladioidea
- Superfamilia Palaeotextularioidea
- Superfamilia Tournayelloidea
- Superfamilia Endothyroidea
- Superfamilia Tetrataxoidea
- Superfamilia Fusulinoidea

Otras superfamilias consideradas en Fusulinina son:
- Superfamilia Ozawainelloidea
- Superfamilia Schubertelloidea
- Superfamilia Schwagerinoidea

Clasificaciones más recientes han elevado Fusulinida a la categoría de clase, es decir, clase Fusilinata, y la han subdividido en 2 subclases y 6 órdenes:
- Subclase Afusulinana
  - Orden Parathuramminida
    - Suborden Parathuramminina

  - Orden Archaediscida o Pseudoammodiscida, dividida en las siguientes superfamilias:
    - Suborden Archaediscina
    - Suborden Pseudoammodiscina

  - Orden Earlandiida
    - Suborden Earlandiina
    - Suborden Pseudopalmulina

- Subclase Fusulinana
  - Orden Tournayellida
    - Suborden Tournayellina

  - Orden Endothyrida
    - Suborden Endothyrina o Palaeotextulariina

  - Orden Fusulinida s.s.
    - Suborden Fusulinina s.s.